# Julio Bovea
Julio César Bovea Fandiño (Santa Marta, 8 de septiembre de 1934-Bogotá, 11 de septiembre de 2009), conocido como Julio Bovea, fue un guitarrista colombiano, intérprete de vallenato, música que llevó de la región Caribe colombiana al interior del país. 
Bovea lideró el trío musical Bovea y sus vallenatos con Bovea y Ángel Fontanilla en las guitarras y Alberto Fernández en el canto.
Tras una gira de conciertos en Argentina en la década de 1950, la agrupación se popularizó tanto que alcanzaba superventas en todo el país. Bovea vivió en la Argentina por más de tres décadas y luego la agrupación se disolvió, por lo que la fama del trío decayó.
También formó parte de la agrupación en la guitarra, Julio César Sanjuán Escorcia, conocido como Buitraguito.

## Familia
Contrajo matrimonio con Ligia Castelblanco, de cuya unión nacieron cuatro hijos, Julio, Gladys, Estela y Roberto, con quienes se marcharía a la Argentina, lugar donde lograría un gran éxito con su música. Vivió durante 30 años en Buenos Aires, donde aún residen su esposa e hijos.

## Trayectoria
Inició su vida musical a sus 15 años de edad, cuando falleció su padre, quien era la guitarra marcante de Guillermo Buitrago. Bovea realizó varias labores para el sostenimiento económico de su madre y hermana, por lo que desempeñó los oficios de peluquero, dentista, recolector de algodón y carbonero.
Cuando fallece Guillermo Buitrago, forma en Barranquilla el trío "Bovea y sus Vallenatos" con Bovea como guitarra puntera, Ángel Fontanilla como guitarra marcante y la guacharaca y voz principal, Alberto Fernández.

## Muerte
Julio Bovea murió en la clínica San Rafael de Bogotá, después de estar sometido durante 22 días a un tratamiento de diálisis. Murió en compañía de su hijo Roberto, quien viajaría de Argentina para cuidar a su padre en sus últimos días de vida.

## Discografía
Julio Bovea, el primer arreglista de los temas de Rafael Escalona como:
- 1962: Los cantos vallenatos de Escalona (Bovea y sus vallenatos)

Con la participación del acordeonero Nicolás Elías "Colacho" Mendoza.
1. La casa en el aire
2. La Molinera
3. Rosa María
4. Almirante Padilla
5. La maye
6. María Tere
7. El pirata
8. La patillalera
9. El testamento
10. La brasilera
11. El chevrolito
12. La vieja Sara
13. La custodia de Badillo
14. El villanuevero
15. El playonero
16. La resentida
17. El pobre Migue
18. El tigre de Las Marías

Los de Julio Erazo como:
- Yo conozco a Claudia
- La raya
- La seña

Los de José Barros como:
- El vaquero
- La llorona loca
- Arbolito de Navidad

Igualmente los de Crescencio Salcedo como: 
- El cafetal

Julio Bovea también arregló para muchos otros autores colombianos y fue el compositor de temas como 'El montañero', 'El tigre guapo' y 'La mujer celosa'.